# Kuiperiana
Kuiperiana is een geslacht van kreeftachtigen uit de klasse van de Ostracoda (mosselkreeftjes).

## Soorten
- Kuiperiana bathymarina Ayress, Coles & Whatley, 1994 †
- Kuiperiana carinata (Lienenklaus, 1894) Colin & Carbonel, 1992 †
- Kuiperiana dryppa (Whatley & Coles, 1987) Ayress & Drapala, 1993 †
- Kuiperiana favata (Kuiper, 1918) Uffenorde, 1981 †
- Kuiperiana grateloupiana (Bosquet, 1852) Colin & Carbonel, 1992 †
- Kuiperiana juglandica Ayress, 1993 †
- Kuiperiana meridionalis (Mueller, 1908) Ayress, 1993
- Kuiperiana robusta Whatley & Maybury, 1987 †
- Kuiperiana subovata (Muenster, 1830) Whatley & Maybury, 1989
- Kuiperiana variesculpta (Ruggieri, 1962) Whatley & Maybury, 1989 †
- Kuiperiana venepidermoidea (Swain, 1963) Horne in Lord, Horne & Robinson, 1988 †